# Sarnath
Sarnath (Lộc Uyển) là một thành phố ở bang Uttar Pradesh, Đông Ấn Độ, cách Varanasi 13 km về phía đông bắc, gần ngã ba sông Hằng và sông Gormati. Sarnath được nhắc tới như là một trong những điểm đến linh thiêng của các Phật tử mộ đạo. Vườn Nai (hay Lộc Uyển) ở trong thành phố này là nơi mà Tất-đạt-đa Cồ-đàm đã dạy bài pháp đầu tiên - Kinh Chuyển Pháp Luân (Dhammacakkappavattana Sutta), và là nơi thành lập đoàn tỉ-khâu đầu tiên sau sự giác ngộ của nhóm Kiều Trần Như. Singhpur, một ngôi làng cách đó khoảng 1 dặm, là nơi sinh của Shreyansanath - Tirthankara thứ 11 của Kỳ na giáo (Jainism). Một ngôi đền đã được xây dựng, và đây là một điểm hành hương quan trọng.

## Một số di tích

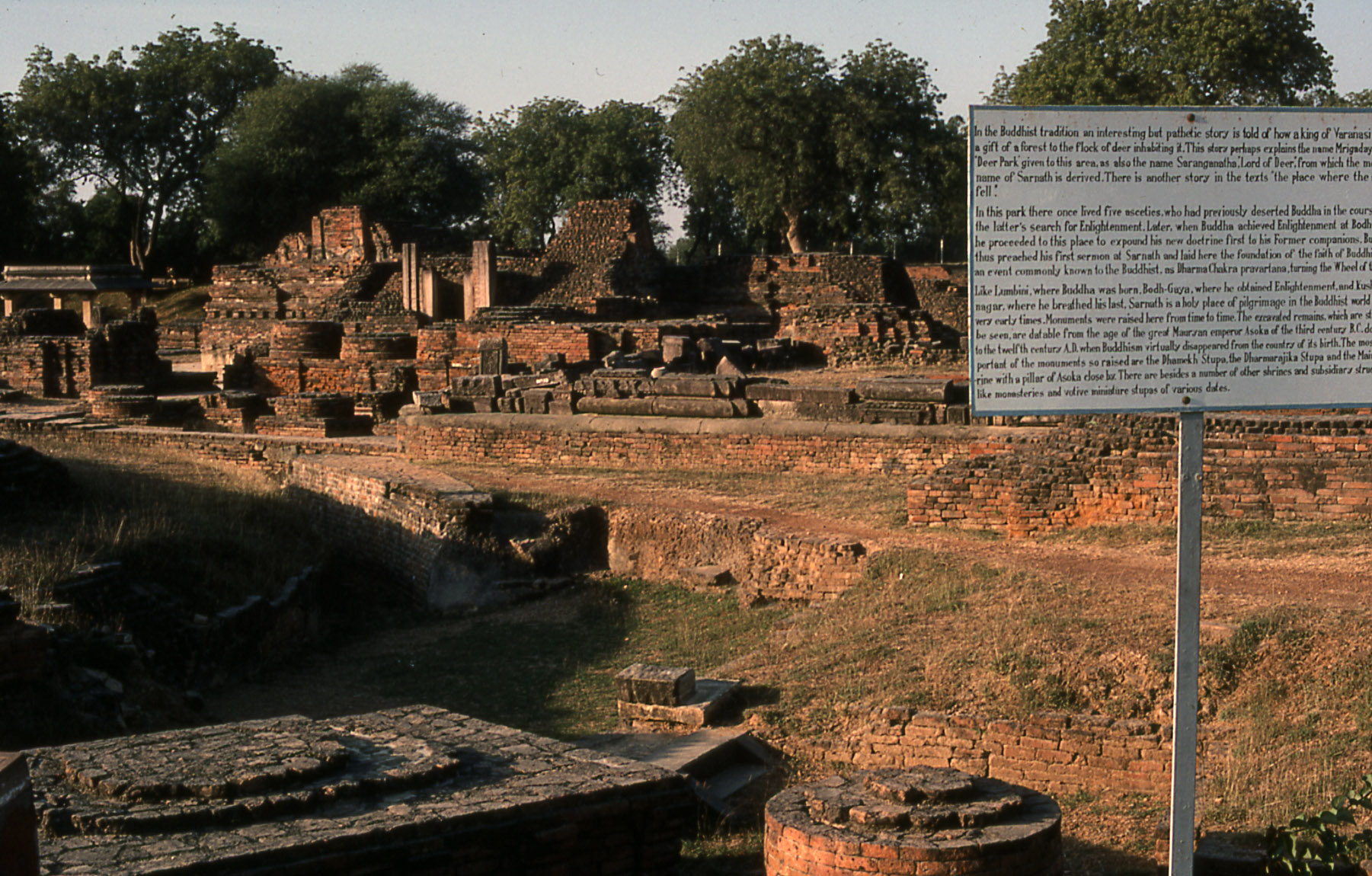
Phế tích của Sarnath
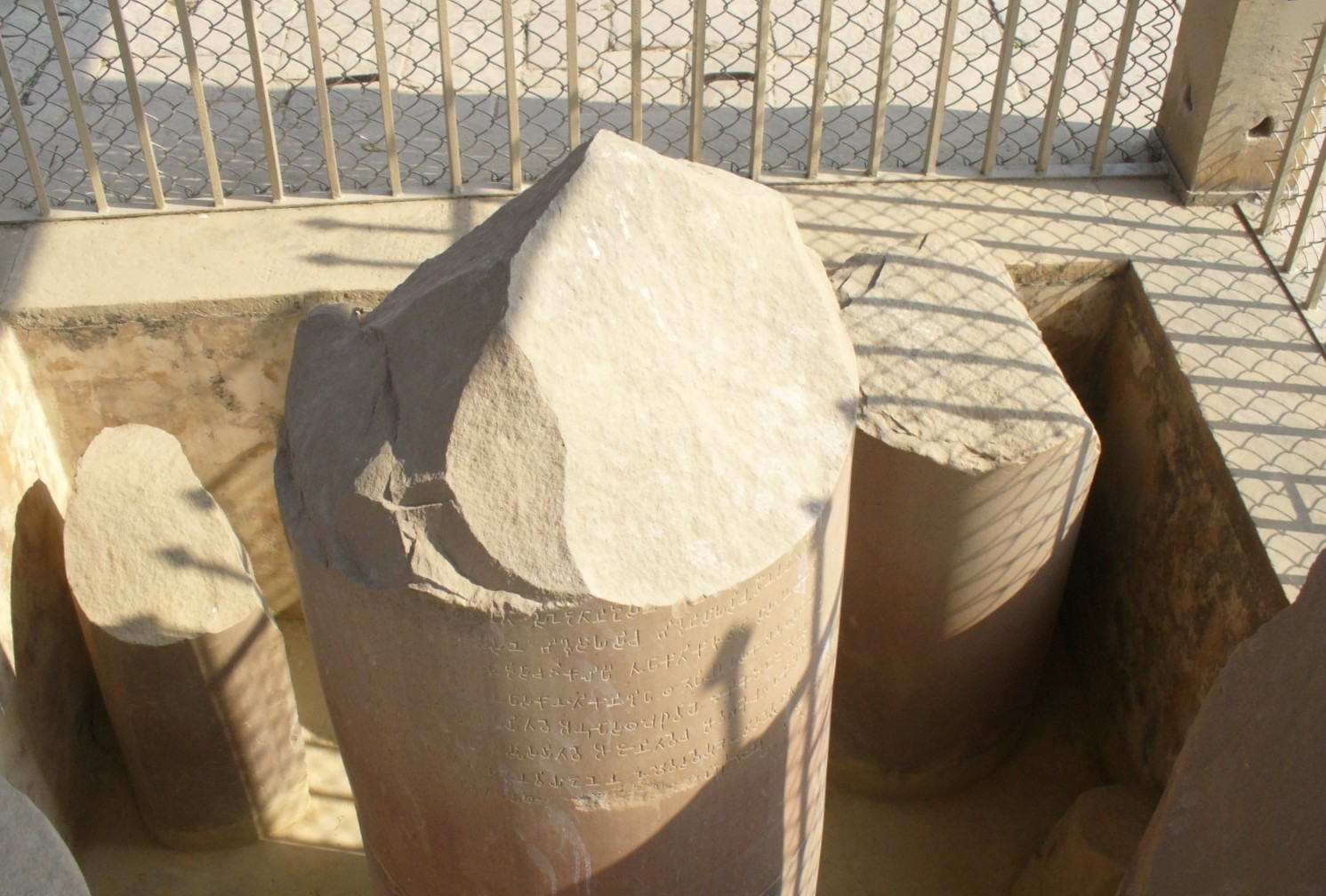
Trụ đá của vua A-dục, bị hư hại do cuộc xâm lăng của người Hồi giáo
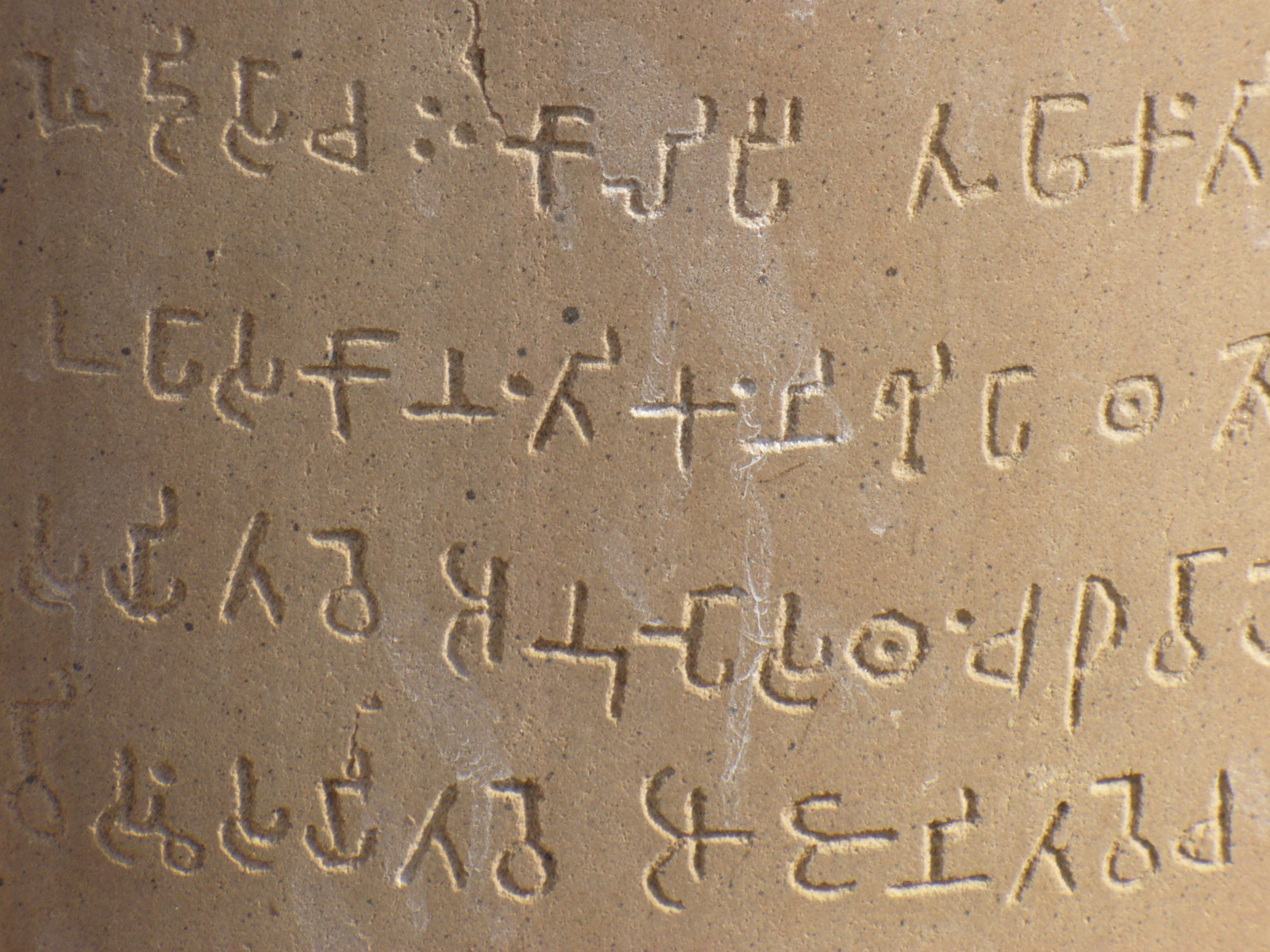
Chữ viết Brahmi được chạm khắc trên thân trụ đá
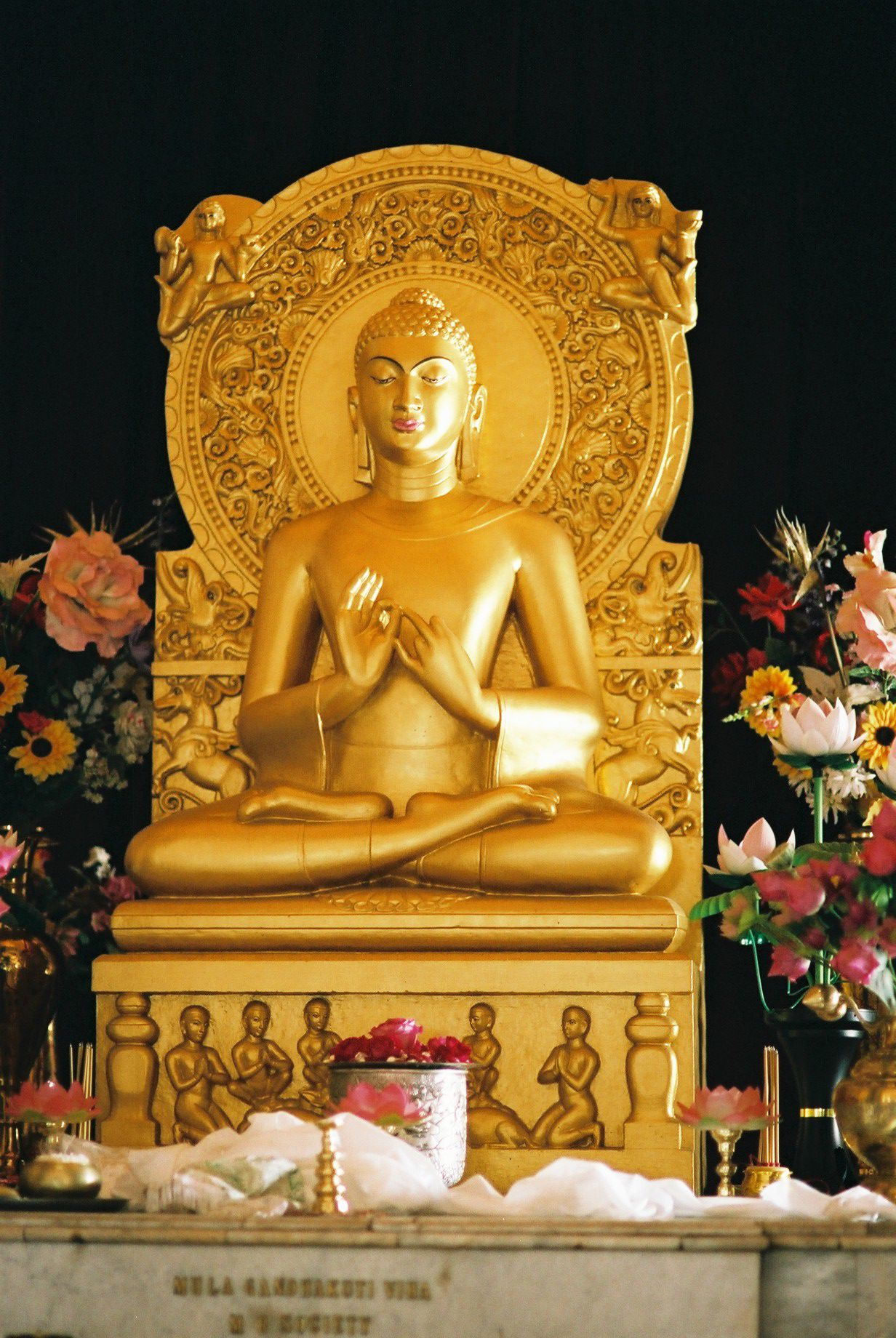
Tượng Phật tại Mulgandha Kuti Vihar.